# Distrito de Peć
El distrito de Peć es uno de los siete distritos en los que está subdividida Kosovo. Peć limita con las repúblicas de Montenegro y Serbia. La capital del distrito es la ciudad de Peć, si bien el distrito está conformado por dos municipios más.
El Distrito de Peć no tuvo grandes cambios excepto la segregación de Dechani y Dakovica para la creación del Distrito de Dakovica y la parte suroriental de Klina para crea al Municipio de Malisevo que hace parte del Distrito de Prizren.

## Municipios
- Istok
- Klina
- Peć

- Datos: Q609247
- Multimedia: Peja District / Q609247